# Wendy Turnbull
Pour les articles homonymes, voir Turnbull.
Wendy Turnbull est une joueuse de tennis australienne, professionnelle de 1970 à 1989, née le 26 novembre 1952 à Brisbane.
À l'aise sur toutes les surfaces, elle a atteint quatre finales en simple dans des tournois du Grand Chelem et a remporté 10 titres en simple.
Wendy Turnbull a surtout remporté 54 tournois internationaux en double dames (sur un total de 109 finales disputées), dont 4 titres du Grand Chelem : l'US Open en 1979 et 1982, Roland-Garros en 1979 et Wimbledon en 1978. Elle a remporté de nombreux tournois avec des championnes telles Chris Evert, Hana Mandlíková et même Martina Navrátilová en fin de carrière. Elle a également gagné 5 titres du Grand Chelem en double mixte.

## Carrière tennistique
Présente de manière épisodique sur le circuit professionnel entre 1970 et 1976, Wendy Turnbull ne réussit pas à dépasser le 3e tour d'un tournoi du Grand Chelem.
En 1976, elle remporte son premier tournoi à Kitzbühel en battant Virginia Ruzici.
En 1977, elle atteint la finale de l'US Open, après avoir sorti notamment Barbara Jordan, Rosie Casals, Virginia Wade et Martina Navrátilová ; elle est battue par l'Américaine Chris Evert (7-6 6-2).
En 1978, Wendy Turnbull dispute la demi-finale de l'US Open, mais elle s'incline une nouvelle fois face à Chris Evert. Elle joue la finale de la Fed Cup que l'Australie perd contre les États-Unis : l'Australienne ne parvient pas à battre Chris Evert dans son match de simple. Cette année-là, avec sa compatriote Kerry Reid, elle remporte la finale du double dames à Wimbledon.
La saison 1979 est marquée par des victoires dans le tournoi de Détroit face à Virginia Ruzici puis, quelques jours plus tard, dans celui de Philadelphie contre Virginia Wade. Le 28 mai 1979, elle est de nouveau sévèrement battue par Chris Evert en finale des Internationaux de France de tennis (6-2 6-0). C'est encore l'Américaine qui l'élimine en quarts sur le gazon anglais de Wimbledon. En septembre, à Atlanta, Wendy Turnbull bat enfin Chris Evert (son unique victoire en 21 confrontations) mais elle trébuche en finale contre Martina Navrátilová - après avoir éliminé Tracy Austin en demi. En double dames, associée à la Néerlandaise Betty Stöve, Wendy Turnbull remporte les Internationaux de France de tennis et l'US Open.
En 1980, Wendy Turnbull remporte deux nouveaux tournois, à Hong Kong et Sydney. Dans le premier, elle bat Peanut Louie-Harper et, dans le second, elle se défait de Pam Shriver.
Plus tôt dans la saison, la joueuse australienne perd en quarts aux Internationaux de France de tennis face à Virginia Ruzici et à Wimbledon face à Evonne Goolagong.
Cette année 1980 reste marquée par une incroyable série de cinq finales perdues, dont l'une sur le gazon de l'Open d'Australie face à Hana Mandlíková (6-0 7-5), après une belle victoire en demi-finale sur la favorite Martina Navratilova. Wendy Turnbull dispute la finale de la Fed Cup, mais perd son match contre Tracy Austin (États-Unis).
En juin 1981, Wendy Turnbull tombe en quarts à Wimbledon contre Hana Mandlíková qui, à cette occasion, lui inflige un cruel 6-0 6-0. L'Australienne renoue avec la victoire sur la terre battue de Hong Kong face à l'Italienne Sabina Simmonds. Après une saison en demi teinte, Wendy Turnbull termine néanmoins l'année par une demi-finale à l'Open d'Australie, une fois encore battue par Chris Evert.
1982 débute par une finale perdue face à Martina Navrátilová au tournoi de Chicago puis une autre en mars à Boston, également perdue (contre Kathy Jordan). En avril, Wendy Turnbull s'incline face à Martina Navrátilová en finale du tournoi d'Orlando. Elle sauve toutefois sa saison par un succès à Brisbane contre Pam Shriver, puis par un quart disputé à l'Open d'Australie (perdu face à la même Pam Shriver). En décembre, elle s'impose à Richmond contre Tracy Austin en finale. En double dames, elle remporte un nouveau titre du grand chelem, cette à fois-ci à l'US Open, aux côtés de Rosie Casals.
Le 14 mars 1983 marque la toute dernière victoire en simple de Wendy Turnbull dans un tournoi du circuit WTA, dans l'épreuve indoor de Boston où elle écarte en finale l'Allemande Sylvia Hanika. Elle atteint en novembre la finale sur le gazon de Brisbane puis elle est battue en quarts à l'Open d'Australie par Zina Garrison. En double avec Rosie Casals, elle échoue en finale de l'Open d'Australie et de Wimbledon, à chaque fois battue par la paire numéro un Navrátilová - Shriver.
En 1984, Wendy Turnbull est demi-finaliste à l'US Open (battue par Martina Navrátilová) et à l'Open d'Australie (battue par Chris Evert, après une victoire sur la jeune Steffi Graf). En double, elle parvient en finale de l'US Open avec Anne Hobbs.
En 1985, la réussite échappe à Wendy Turnbull : sa seule performance notable réside dans une finale à San Diego qu'elle concède face à la modeste Britannique Annabel Croft. Elle parvient à remporter cinq tournois en double dames, sans toutefois atteindre une finale en grand chelem, pour la première fois depuis 1978.
À partir de 1986, les performances de la joueuse australienne, alors âgée de 33 ans, déclinent plus sensiblement en simple. Cette année-là, Wendy Turnbull enregistre son meilleur résultat en se qualifiant pour les quarts de finale de l'US Open (défaite par Helena Suková). Elle s'illustre cependant en double, avec deux finales en grand chelem à Wimbledon et à l'US Open, ainsi qu'une victoire aux Masters avec sa partenaire Hana Mandlíková.
Wendy Turnbull atteint deux demi-finales en simple 1987, à Sydney et à La Nouvelle-Orléans. Elle gagne trois tournois en double dames, avec Mandlíková ou Evert.
Le bilan de la saison 1988 demeure maigre avec 14 défaites pour 5 victoires en simple. En double dames toutefois, elle décroche la médaille de bronze aux Jeux olympiques de Séoul aux côtés de Liz Smylie et parvient en finale de l'Open d'Australie avec Chris Evert.
En juillet 1989, à l'issue du tournoi de Wimbledon, Wendy Turnbull met un terme à sa carrière en simple. Elle remporte son dernier tournoi en double à Los Angeles associée à Martina Navrátilová.

## Palmarès

### Titres en simple dames
| No | Date       | Nom et lieu du tournoi                           | Catégorie | Dotation  | Surface         | Finaliste       | Score         |          |
| -- | ---------- | ------------------------------------------------ | --------- | --------- | --------------- | --------------- | ------------- | -------- |
| 1  | 28-05-1973 | Rothmans Surrey GC Championships, Surbiton       |           | NC        | Gazon (ext.)    | Ann Kiyomura    | 6-2, 6-0      | Parcours |
| 2  | 12-07-1976 | Head Cup, Kitzbühel                              |           | NC        | Terre (ext.)    | Virginia Ruzici | 6-4, 5-7, 6-2 |          |
| 3  | 01-11-1976 | Japan Open, Tokyo                                |           | NC        | Moquette (int.) | Michèle Gurdal  | 6-1, 6-1      |          |
| 4  | 13-12-1976 | Western Australian Open, Perth                   |           | NC        | Gazon (ext.)    | Renáta Tomanová | 6-3, 6-4      |          |
| 5  | 19-02-1979 | Avon Championships of Detroit, Détroit           |           | 150 000 $ | Moquette (int.) | Virginia Ruzici | 7-5, 1-6, 7-6 | Parcours |
| 6  | 05-03-1979 | Avon Championships of Philadelphie, Philadelphie |           | 125 000 $ | Dur (int.)      | Virginia Wade   | 5-7, 6-3, 6-2 | Parcours |
| 7  | 03-11-1980 | Seiko Classic, Hong Kong                         |           | 50 000 $  | Terre (ext.)    | Marcie Louie    | 6-0, 6-2      | Parcours |
| 8  | 01-12-1980 | Building Society NSW Open, Sydney                |           | 125 000 $ | Gazon (ext.)    | Pam Shriver     | 3-6, 6-4, 7-6 | Parcours |
| 9  | 02-11-1981 | Seiko Classic, Hong Kong                         |           | 50 000 $  | Terre (ext.)    | Sabina Simmonds | 6-3, 6-4      | Parcours |
| 10 | 15-11-1982 | National Panasonic Open, Brisbane                | Series 4  | 125 000 $ | Gazon (ext.)    | Pam Shriver     | 6-3, 6-1      | Parcours |
| 11 | 06-12-1982 | Central Fidelity Bank International, Richmond    | Series 4  | 125 000 $ | Moquette (int.) | Tracy Austin    | 6-7, 6-4, 6-2 | Parcours |
| 12 | 14-03-1983 | Virginia Slims of Boston, Boston                 |           | 150 000 $ | Moquette (int.) | Sylvia Hanika   | 6-3, 3-6, 6-4 | Parcours |

### Finales en simple dames
| No | Date       | Nom et lieu du tournoi                     | Catégorie      | Dotation  | Surface         | Vainqueure          | Score         |          |
| -- | ---------- | ------------------------------------------ | -------------- | --------- | --------------- | ------------------- | ------------- | -------- |
| 1  | 29-08-1977 | US Open, Forest Hills                      | G. Chelem      | 250 000 $ | Terre (ext.)    | Chris Evert         | 7-6, 6-2      | Parcours |
| 2  | 10-10-1977 | Thunderbird Classic, Phoenix               |                | 75 000 $  | Dur (ext.)      | Billie Jean King    | 1-6, 6-1, 6-0 | Parcours |
| 3  | 06-12-1977 | Toyota Classic, Melbourne                  |                | 75 000 $  | Gazon (ext.)    | Evonne Goolagong    | 6-4, 6-1      | Parcours |
| 4  | 09-01-1978 | Virginia Slims of Florida, Hollywood       |                | 100 000 $ | Moquette (int.) | Evonne Goolagong    | 6-2, 6-3      | Parcours |
| 5  | 18-12-1978 | Nabisco New South Wales Open, Sydney       | Colgate Series | 75 000 $  | Gazon (ext.)    | Dianne Fromholtz    | 6-2, 7-5      | Parcours |
| 6  | 28-05-1979 | Roland-Garros, Paris                       | G. Chelem      | 375 000 $ | Terre (ext.)    | Chris Evert         | 6-2, 6-0      | Parcours |
| 7  | 24-09-1979 | Davidson’s Classic, Atlanta                |                | 100 000 $ | Moquette (int.) | Martina Navrátilová | 7-6, 6-4      | Parcours |
| 8  | 26-11-1979 | Toyota Classic, Melbourne                  | Colgate Series | 100 000 $ | Gazon (ext.)    | Hana Mandlíková     | 6-3, 6-2      | Parcours |
| 9  | 16-06-1980 | BMW Championships, Eastbourne              |                | 125 000 $ | Gazon (ext.)    | Tracy Austin        | 7-6, 6-2      | Parcours |
| 10 | 28-07-1980 | Wells Fargo Open, San Diego                |                | 100 000 $ | Dur (ext.)      | Tracy Austin        | 6-1, 6-3      | Parcours |
| 11 | 22-09-1980 | Davidson’s Classic, Atlanta                |                | 100 000 $ | Moquette (int.) | Hana Mandlíková     | 6-3, 7-5      | Parcours |
| 12 | 06-10-1980 | Thunderbird Classic, Phoenix               |                | 100 000 $ | Dur (ext.)      | Regina Maršíková    | 7-6, 7-6      | Parcours |
| 13 | 24-11-1980 | Toyota Australian Open, Melbourne          | G. Chelem      | 200 000 $ | Gazon (ext.)    | Hana Mandlíková     | 6-0, 7-5      | Parcours |
| 14 | 25-01-1982 | Avon Championships of Chicago, Chicago     | Champ’s        | 150 000 $ | Moquette (int.) | Martina Navrátilová | 6-4, 6-1      | Parcours |
| 15 | 15-03-1982 | Avon Championships of Boston, Boston       | Champ’s        | 150 000 $ | Moquette (int.) | Kathy Jordan        | 7-5, 1-6, 6-4 | Parcours |
| 16 | 26-04-1982 | United Airlines Tournament, Orlando        | Series 7       | 200 000 $ | Terre (ext.)    | Martina Navrátilová | 6-2, 7-5      | Parcours |
| 17 | 13-06-1983 | BMW Championships, Eastbourne              |                | 150 000 $ | Gazon (ext.)    | Martina Navrátilová | 6-1, 6-1      | Parcours |
| 18 | 14-11-1983 | National Panasonic Open, Brisbane          |                | 150 000 $ | Gazon (ext.)    | Pam Shriver         | 6-4, 7-5      | Parcours |
| 19 | 01-10-1984 | Virginia Slims of Los Angeles, Los Angeles | VS Tour C3     | 150 000 $ | Dur (ext.)      | Chris Evert         | 6-2, 6-3      | Parcours |
| 20 | 22-04-1985 | Virginia Slims of San Diego, San Diego     |                | 75 000 $  | Dur (ext.)      | Annabel Croft       | 6-0, 7-6      | Parcours |

### Titres en double dames
| No | Date       | Nom et lieu du tournoi                            | Catégorie      | Dotation  | Surface         | Partenaire          | Finalistes                              | Score         |          |
| -- | ---------- | ------------------------------------------------- | -------------- | --------- | --------------- | ------------------- | --------------------------------------- | ------------- | -------- |
| 1  | 07-05-1973 | Rothmans British HC Championships Bournemouth     |                | NC        | Terre (ext.)    | Patricia Coleman    | Evonne Goolagong Janet Young            | 7-5, 7-5      | Parcours |
| 2  | 06-01-1975 | New Zealand Open Auckland                         |                | NC        | Gazon (ext.)    | Evonne Goolagong    | Laura duPont Cecilia Martinez           | 6-3, 4-6, 6-4 | Parcours |
| 3  | 05-07-1976 | Swiss Open Championships Gstaad                   |                | NC        | Terre (ext.)    | Betsy Nagelsen      | Brigitte Cuypers Annette Van Zyl        | 6-4, 6-4      | Parcours |
| 4  | 17-10-1977 | Colgate BraZil Open São Paulo                     |                | 75 000 $  | Terre (ext.)    | Kerry Reid          | Martina Navrátilová Betty Stöve         | 6-3, 5-7, 6-2 | Parcours |
| 5  | 09-01-1978 | Virginia Slims of Florida Hollywood               |                | 100 000 $ | Moquette (int.) | Rosie Casals        | Françoise Dürr Virginia Wade            | 6-2, 6-4      | Parcours |
| 6  | 06-02-1978 | Virginia Slims of Seattle Seattle                 |                | 100 000 $ | Moquette (int.) | Kerry Reid          | Patricia Bostrom Marita Redondo         | 6-2, 6-3      | Parcours |
| 7  | 20-03-1978 | Bridgestone doubles of Philadelphia Philadelphie  |                | 115000 $  | Dur (int.)      | Kerry Reid          | Françoise Dürr Virginia Wade            | 6-3, 7-5      | Parcours |
| 8  | 26-06-1978 | The Championships Wimbledon                       | G. Chelem      | 150 000 $ | Gazon (ext.)    | Kerry Reid          | Mima Jaušovec Virginia Ruzici           | 4-6, 9-8, 6-3 | Parcours |
| 9  | 09-10-1978 | US Indoors Minneapolis                            |                | 100 000 $ | Moquette (int.) | Kerry Reid          | Lesley Hunt Ilana Kloss                 | 6-3, 6-3      | Parcours |
| 10 | 04-12-1978 | Sydney Toyota Classic Sydney                      |                | 75 000 $  | Gazon (ext.)    | Kerry Reid          | Judy Connor Anne Hobbs                  | 6-2, 4-6, 6-2 | Parcours |
| 11 | 19-02-1979 | Avon Championships of Detroit Détroit             |                | 150 000 $ | Moquette (int.) | Betty Stöve         | Sue Barker Ann Kiyomura                 | 6-4, 7-6      | Parcours |
| 12 | 12-03-1979 | Avon Championships of Boston Boston               |                | 150 000 $ | Moquette (int.) | Kerry Reid          | Sue Barker Ann Kiyomura                 | 6-4, 6-2      | Parcours |
| 13 | 07-05-1979 | Italian Open Rome                                 | Colgate Series | 100 000 $ | Terre (ext.)    | Betty Stöve         | Evonne Goolagong Kerry Reid             | 6-3, 6-4      | Parcours |
| 14 | 21-05-1979 | German Open Berlin                                |                | 100 000 $ | Terre (ext.)    | Rosie Casals        | Evonne Goolagong Kerry Reid             | 6-2, 7-5      | Parcours |
| 15 | 28-05-1979 | Roland-Garros Paris                               | G. Chelem      | 375 000 $ | Terre (ext.)    | Betty Stöve         | Françoise Dürr Virginia Wade            | 3-6, 7-5, 6-4 | Parcours |
| 16 | 10-06-1979 | Crossley Carpets Trophy Chichester                |                | 75 000 $  | Gazon (ext.)    | Greer Stevens       | Billie Jean King Martina Navrátilová    | 6-3, 1-6, 7-5 | Parcours |
| 17 | 18-06-1979 | Colgate International Eastbourne                  |                | 100 000 $ | Gazon (ext.)    | Betty Stöve         | Ilana Kloss Betty-Ann Stuart            | 6-2, 6-2      | Parcours |
| 18 | 13-08-1979 | Central Fidelity Bank International Richmond      |                | 100 000 $ | Moquette (int.) | Betty Stöve         | Billie Jean King Martina Navrátilová    | 6-1, 6-4      | Parcours |
| 19 | 27-08-1979 | US Open Flushing Meadows                          | G. Chelem      | 300 000 $ | Dur (ext.)      | Betty Stöve         | Billie Jean King Martina Navrátilová    | 6-4, 6-3      | Parcours |
| 20 | 24-09-1979 | Davidson’s Classic Atlanta                        |                | 100 000 $ | Moquette (int.) | Betty Stöve         | Ann Kiyomura Anne Smith                 | 6-2, 6-4      | Parcours |
| 21 | 08-10-1979 | Thunderbird Classic Phoenix                       | Colgate Series | 100 000 $ | Dur (ext.)      | Betty Stöve         | Rosie Casals Chris Evert                | 6-4, 7-6      | Parcours |
| 22 | 01-11-1979 | SAS Ladies Cup Stockholm Open Stockholm           | Colgate Series | 35 000 $  | Moquette (int.) | Betty Stöve         | Billie Jean King Ilana Kloss            | 7-5, 7-6      | Parcours |
| 23 | 26-11-1979 | Toyota Classic Melbourne                          | Colgate Series | 100 000 $ | Gazon (ext.)    | Billie Jean King    | Anne Smith Dianne Fromholtz             | 6-3, 6-3      | Parcours |
| 24 | 03-12-1979 | NSW Building Society Classic Sydney               | Colgate Series | 100 000 $ | Gazon (ext.)    | Billie Jean King    | Pam Shriver Sue Barker                  | 7-5, 6-4      | Parcours |
| 25 | 28-01-1980 | Avon Championships of Seattle Seattle             |                | 150 000 $ | Moquette (int.) | Rosie Casals        | Greer Stevens Virginia Wade             | 6-4, 2-6, 7-5 | Parcours |
| 26 | 10-03-1980 | Avon Championships of Boston Boston               |                | 125 000 $ | Moquette (int.) | Rosie Casals        | Billie Jean King Ilana Kloss            | 6-4, 7-6      | Parcours |
| 27 | 03-11-1980 | Seiko Classic Hong Kong                           |                | 50 000 $  | Terre (ext.)    | Sharon Walsh        | Penny Johnson Silvana Urroz             | 6-1, 6-2      | Parcours |
| 28 | 07-01-1981 | Colgate Series Championships Washington           | Masters        | 250 000 $ | Moquette (int.) | Rosie Casals        | Paula Smith Candy Reynolds              | 6-3, 4-6, 7-6 | Parcours |
| 29 | 02-02-1981 | Avon Championships of Detroit Détroit             |                | 150 000 $ | Moquette (int.) | Rosie Casals        | Hana Mandlíková Betty Stöve             | 6-4, 6-2      | Parcours |
| 30 | 09-02-1981 | Avon Championships of California Oakland          |                | 150 000 $ | Moquette (int.) | Rosie Casals        | Martina Navrátilová Virginia Wade       | 6-1, 6-4      | Parcours |
| 31 | 23-02-1981 | Avon Championships of Seattle Seattle             |                | 150 000 $ | Moquette (int.) | Rosie Casals        | Sue Barker Ann Kiyomura                 | 6-1, 6-4      | Parcours |
| 32 | 06-04-1981 | Family Circle Cup Hilton Head                     |                | 150 000 $ | Terre (ext.)    | Rosie Casals        | Mima Jaušovec Pam Shriver               | 7-5, 7-5      | Parcours |
| 33 | 24-08-1981 | Volvo Tennis Cup Mahwah                           |                | 100 000 $ | Dur (ext.)      | Rosie Casals        | Candy Reynolds Betty Stöve              | 6-2, 6-1      | Parcours |
| 34 | 05-10-1981 | Florida Federal Open Tampa                        |                | 125 000 $ | Dur (ext.)      | Rosie Casals        | Martina Navrátilová Renáta Tomanová     | 6-3, 6-4      | Parcours |
| 35 | 18-01-1982 | Avon Championships of Seattle Seattle             | Champ’s        | 150 000 $ | Moquette (int.) | Rosie Casals        | Kathy Jordan Anne Smith                 | 7-5, 6-4      | Parcours |
| 36 | 03-04-1982 | Citizen Cup Palm Beach Gardens                    | Exhibition     | 200 000 $ | Terre (ext.)    | Rosie Casals        | Evonne Goolagong Betty Stöve            | 6-1, 7-6      | Parcours |
| 37 | 26-04-1982 | United Airlines Tournament Orlando                | Series 7       | 200 000 $ | Terre (ext.)    | Rosie Casals        | Kathy Jordan Anne Smith                 | 6-3, 6-3      | Parcours |
| 38 | 30-08-1982 | US Open Flushing Meadows                          | G. Chelem      | 632 000 $ | Dur (ext.)      | Rosie Casals        | Barbara Potter Sharon Walsh             | 6-4, 6-4      | Parcours |
| 39 | 27-09-1982 | US Indoors Philadelphie                           | Series 4       | 125 000 $ | Moquette (int.) | Rosie Casals        | Barbara Potter Sharon Walsh             | 3-6, 7-6, 6-4 | Parcours |
| 40 | 14-11-1983 | National Panasonic Open Brisbane                  |                | 150 000 $ | Gazon (ext.)    | Anne Hobbs          | Pam Shriver Sharon Walsh                | 6-3, 6-4      | Parcours |
| 41 | 21-11-1983 | NSW Building Society Sydney                       |                | 150 000 $ | Gazon (ext.)    | Anne Hobbs          | Hana Mandlíková Helena Suková           | 6-4, 6-3      | Parcours |
| 42 | 01-10-1984 | Virginia Slims of Los Angeles Los Angeles         | VS Tour C3     | 150 000 $ | Dur (ext.)      | Chris Evert         | Bettina Bunge Eva Pfaff                 | 6-2, 6-4      | Parcours |
| 43 | 18-02-1985 | Virginia Slims of California Oakland              |                | 150 000 $ | Moquette (int.) | Hana Mandlíková     | Rosalyn Fairbank Candy Reynolds         | 4-6, 7-5, 6-1 | Parcours |
| 44 | 22-04-1985 | Virginia Slims of San Diego San Diego             |                | 75 000 $  | Dur (ext.)      | Candy Reynolds      | Rosalyn Fairbank Susan Leo              | 6-4, 6-0      | Parcours |
| 45 | 15-07-1985 | Virginia Slims of Newport Newport (RI)            |                | 150 000 $ | Gazon (ext.)    | Chris Evert         | Pam Shriver Elizabeth Smylie            | 6-4, 7-6      | Parcours |
| 46 | 23-09-1985 | Virginia Slims of New Orleans La Nouvelle-Orléans |                | 150 000 $ | Moquette (int.) | Chris Evert         | Mary Lou Piatek Anne White              | 6-1, 6-2      | Parcours |
| 47 | 18-11-1985 | Family Circle New South Wales Sydney              |                | 150 000 $ | Gazon (ext.)    | Hana Mandlíková     | Rosalyn Fairbank Candy Reynolds         | 3-6, 7-6, 6-4 | Parcours |
| 48 | 24-02-1986 | Virginia Slims of California Oakland              |                | 150 000 $ | Moquette (int.) | Hana Mandlíková     | Bonnie Gadusek Helena Suková            | 7-6, 6-1      | Parcours |
| 49 | 17-03-1986 | Virginia Slims Championships New York             | Masters        | 500 000 $ | Moquette (int.) | Hana Mandlíková     | Claudia Kohde-Kilsch Helena Suková      | 6-4, 6-7, 6-3 | Parcours |
| 50 | 05-05-1986 | Virginia Slims of Houston Houston                 |                | 150 000 $ | Terre (ext.)    | Chris Evert         | Elise Burgin Joanne Russell             | 6-2, 6-4      | Parcours |
| 51 | 29-12-1986 | Jason 2000 Classic Brisbane                       |                | 150 000 $ | Gazon (ext.)    | Hana Mandlíková     | Betsy Nagelsen Elizabeth Smylie         | 6-4, 6-3      | Parcours |
| 52 | 09-02-1987 | Virginia Slims of California San Francisco        |                | 150 000 $ | Moquette (int.) | Hana Mandlíková     | Zina Garrison Gabriela Sabatini         | 6-4, 7-6      | Parcours |
| 53 | 27-04-1987 | Eckerd Open Tampa                                 |                | 150 000 $ | Terre (ext.)    | Chris Evert         | Elise Burgin Rosalyn Fairbank           | 6-4, 6-3      | Parcours |
| 54 | 07-08-1989 | Virginia Slims of Los Angeles Manhattan Beach     | Tier II        | 300 000 $ | Dur (ext.)      | Martina Navrátilová | Mary Joe Fernández Claudia Kohde-Kilsch | 5-2, ab.      | Parcours |

### Finales en double dames
| No | Date       | Nom et lieu du tournoi                            | Catégorie      | Dotation    | Surface         | Vainqueures                          | Partenaire       | Score         |          |
| -- | ---------- | ------------------------------------------------- | -------------- | ----------- | --------------- | ------------------------------------ | ---------------- | ------------- | -------- |
| 1  | 13-12-1971 | Australian Hard Court Championships Brisbane      |                | NC          | Terre (ext.)    | Evonne Goolagong Janet Young         | Barbara Hawcroft | 6-2, 6-1      | Parcours |
| 2  | 29-05-1972 | Rothmans Surrey GC Championships Surbiton         |                | NC          | Gazon (ext.)    | Lesley Charles Jackie Fayter-Hough   | Patricia Coleman | 6-4, 7-7      | Parcours |
| 3  | 07-01-1974 | Benson & Hedges NZ Open Auckland                  |                | NC          | Gazon (ext.)    | Evonne Goolagong Janet Young         | Peggy Michel     | 7-6, 6-1      | Parcours |
| 4  | 17-05-1976 | German Open Championships Hambourg                |                | 30 000 $    | Terre (ext.)    | Linky Boshoff Ilana Kloss            | Laura duPont     | 4-6, 7-5, 6-1 | Parcours |
| 5  | 09-08-1976 | US Clay Court Championships Indianapolis          |                | 35 000 $    | Terre (ext.)    | Linky Boshoff Ilana Kloss            | Laura duPont     | 6-2, 6-3      |          |
| 6  | 02-01-1978 | Virginia Slims of Washington Washington           |                | 100 000 $   | Moquette (int.) | Billie Jean King Martina Navrátilová | Betty Stöve      | 6-3, 7-5      | Parcours |
| 7  | 20-02-1978 | Virginia Slims of Detroit Détroit                 |                | 100 000 $   | Moquette (int.) | Billie Jean King Martina Navrátilová | Kerry Reid       | 6-3, 6-4      | Parcours |
| 8  | 27-02-1978 | Bridgestone doubles of Kansas City Kansas City    |                | 115000 $    | Dur (int.)      | Billie Jean King Martina Navrátilová | Kerry Reid       | 6-4, 6-4      | Parcours |
| 9  | 28-08-1978 | US Open Flushing Meadows                          | G. Chelem      | 260 000 $   | Dur (ext.)      | Billie Jean King Martina Navrátilová | Kerry Reid       | 7-6, 6-4      | Parcours |
| 10 | 06-11-1978 | Florida Federal Open ClearWater                   |                | 75 000 $    | Dur (ext.)      | Martina Navrátilová Anne Smith       | Kerry Reid       | 7-6, 6-3      | Parcours |
| 11 | 14-11-1978 | Colgate Series Championships Palm Springs         | Masters        | 250 000 $   | Dur (ext.)      | Billie Jean King Martina Navrátilová | Kerry Reid       | 6-2, 6-2      | Parcours |
| 12 | 22-01-1979 | Avon Championships of Florida Hollywood           |                | 150 000 $   | Moquette (int.) | Tracy Austin Betty Stöve             | Rosie Casals     | 6-2, 2-6, 6-2 | Parcours |
| 13 | 25-06-1979 | The Championships Wimbledon                       | G. Chelem      | 300 000 $   | Gazon (ext.)    | Billie Jean King Martina Navrátilová | Betty Stöve      | 5-7, 6-3, 6-2 | Parcours |
| 14 | 01-10-1979 | US Indoors Minneapolis                            | Colgate Series | 100 000 $   | Moquette (int.) | Billie Jean King Martina Navrátilová | Betty Stöve      | 6-4, 7-6      | Parcours |
| 15 | 05-11-1979 | Porsche Grand Prix Filderstadt                    | Colgate Series | 100 000 $   | Dur (int.)      | Billie Jean King Martina Navrátilová | Betty Stöve      | 6-3, 6-3      | Parcours |
| 16 | 25-02-1980 | Avon Championships of Houston Houston             |                | 150 000 $   | Moquette (int.) | Billie Jean King Ilana Kloss         | Betty Stöve      | 3-6, 6-1, 6-4 | Parcours |
| 17 | 03-03-1980 | Avon Championships of Dallas Dallas               |                | 150 000 $   | Moquette (int.) | Billie Jean King Martina Navrátilová | Rosie Casals     | 4-6, 6-3, 6-3 | Parcours |
| 18 | 17-03-1980 | Avon Circuit Championships New York               | Masters        | 300 000 $   | Moquette (int.) | Billie Jean King Martina Navrátilová | Rosie Casals     | 6-3, 4-6, 6-3 | Parcours |
| 19 | 09-06-1980 | Crossley Carpets Trophy Chichester                |                | 100 000 $   | Gazon (ext.)    | Pam Shriver Betty Stöve              | Rosie Casals     | 6-4, 7-5      | Parcours |
| 20 | 23-06-1980 | The Championships Wimbledon                       | G. Chelem      | 259 000 $   | Gazon (ext.)    | Kathy Jordan Anne Smith              | Rosie Casals     | 4-6, 7-5, 6-1 | Parcours |
| 21 | 28-07-1980 | Wells Fargo Open San Diego                        |                | 100 000 $   | Dur (ext.)      | Tracy Austin Ann Kiyomura            | Rosie Casals     | 3-6, 6-4, 6-3 | Parcours |
| 22 | 01-12-1980 | Building Society NSW Open Sydney                  |                | 125 000 $   | Gazon (ext.)    | Pam Shriver Betty Stöve              | Rosie Casals     | 6-1, 4-6, 6-4 | Parcours |
| 23 | 12-01-1981 | Avon Championships of Kansas Kansas City          |                | 150 000 $   | Moquette (int.) | Barbara Potter Sharon Walsh          | Rosie Casals     | 6-2, 7-6      | Parcours |
| 24 | 27-04-1981 | United Airlines Tournament Orlando                |                | 200 000 $   | Terre (ext.)    | Martina Navrátilová Pam Shriver      | Rosie Casals     | 6-1, 7-6      | Parcours |
| 25 | 31-08-1981 | US Open Flushing Meadows                          | G. Chelem      | 400 000 $   | Dur (ext.)      | Kathy Jordan Anne Smith              | Rosie Casals     | 6-3, 6-3      | Parcours |
| 26 | 28-09-1981 | Playtex US Indoors Minneapolis                    |                | 125 000 $   | Moquette (int.) | Martina Navrátilová Pam Shriver      | Rosie Casals     | 6-3, 7-6      | Parcours |
| 27 | 14-12-1981 | Toyota Series Championships East Rutherford       | Masters        | 250 000 $   | Dur (int.)      | Martina Navrátilová Pam Shriver      | Rosie Casals     | 6-3, 6-4      | Parcours |
| 28 | 25-01-1982 | Avon Championships of Chicago Chicago             | Champ’s        | 150 000 $   | Moquette (int.) | Martina Navrátilová Pam Shriver      | Rosie Casals     | 7-5, 6-4      | Parcours |
| 29 | 01-02-1982 | Avon Championships of Detroit Détroit             | Champ’s        | 150 000 $   | Moquette (int.) | Leslie Allen Mima Jaušovec           | Rosie Casals     | 6-4, 6-0      | Parcours |
| 30 | 15-03-1982 | Avon Championships of Boston Boston               | Champ’s        | 150 000 $   | Moquette (int.) | Kathy Jordan Anne Smith              | Rosie Casals     | 7-6, 2-6, 6-4 | Parcours |
| 31 | 24-05-1982 | Roland-Garros Paris                               | G. Chelem      | 367 500 $   | Terre (ext.)    | Martina Navrátilová Anne Smith       | Rosie Casals     | 6-3, 6-4      | Parcours |
| 32 | 07-06-1982 | Edgbaston Cup Birmingham                          | Series 3       | 100 000 $   | Gazon (ext.)    | Jo Durie Anne Hobbs                  | Rosie Casals     | 6-3, 6-2      | Parcours |
| 33 | 23-08-1982 | Volvo Tennis Cup Mahwah                           | Series 3       | 100 000 $   | Dur (ext.)      | Barbara Potter Sharon Walsh          | Rosie Casals     | 6-1, 6-4      | Parcours |
| 34 | 04-10-1982 | Maybelline Classic Deerfield Beach                | Series 4       | 125 000 $   | Dur (ext.)      | Barbara Potter Sharon Walsh          | Rosie Casals     | 7-6, 7-6      | Parcours |
| 35 | 24-01-1983 | Avon Tennis Cup Marco Island                      |                | 100 000 $   | Terre (ext.)    | Andrea Jaeger Mary Lou Piatek        | Rosie Casals     | 7-5, 6-4      | Parcours |
| 36 | 21-02-1983 | Virginia Slims of Oakland Oakland                 |                | 150 000 $   | Moquette (int.) | Claudia Kohde-Kilsch Eva Pfaff       | Rosie Casals     | 6-4, 4-6, 6-4 | Parcours |
| 37 | 07-03-1983 | Virginia Slims of Dallas Dallas                   |                | 150 000 $   | Moquette (int.) | Martina Navrátilová Pam Shriver      | Rosie Casals     | 6-3, 6-2      | Parcours |
| 38 | 25-04-1983 | Virginia Slims of Atlanta Atlanta                 |                | 150 000 $   | Dur (ext.)      | Alycia Moulton Sharon Walsh          | Rosie Casals     | 6-3, 7-6      | Parcours |
| 39 | 20-06-1983 | The Championships Wimbledon                       | G. Chelem      | 670 000 $   | Gazon (ext.)    | Martina Navrátilová Pam Shriver      | Rosie Casals     | 6-2, 6-2      | Parcours |
| 40 | 03-10-1983 | Virginia Slims of Detroit Détroit                 |                | 150 000 $   | Moquette (int.) | Kathy Jordan Barbara Potter          | Rosie Casals     | 6-4, 6-1      | Parcours |
| 41 | 28-11-1983 | Marlboro Australian Open Melbourne                | G. Chelem      | 500 000 $   | Gazon (ext.)    | Martina Navrátilová Pam Shriver      | Anne Hobbs       | 6-4, 6-7, 6-2 | Parcours |
| 42 | 23-04-1984 | United Airlines Tournament Orlando                | VS Tour C4     | 200 000 $   | Terre (ext.)    | Claudia Kohde-Kilsch Hana Mandlíková | Anne Hobbs       | 6-0, 1-6, 6-3 | Parcours |
| 43 | 27-08-1984 | US Open Flushing Meadows                          | G. Chelem      | 1 100 000 $ | Dur (ext.)      | Martina Navrátilová Pam Shriver      | Anne Hobbs       | 6-2, 6-4      | Parcours |
| 44 | 24-09-1984 | Virginia Slims of New Orleans La Nouvelle-Orléans | VS Tour C3     | 150 000 $   | Moquette (int.) | Martina Navrátilová Pam Shriver      | Sharon Walsh     | 6-4, 6-1      | Parcours |
| 45 | 19-11-1984 | NSW Building Society Sydney                       |                | 150 000 $   | Gazon (ext.)    | Claudia Kohde-Kilsch Helena Suková   | Sharon Walsh     | 6-2, 7-6      | Parcours |
| 46 | 29-07-1985 | Virginia Slims of Los Angeles Manhattan Beach     |                | 250 000 $   | Dur (ext.)      | Claudia Kohde-Kilsch Helena Suková   | Hana Mandlíková  | 6-4, 6-2      | Parcours |
| 47 | 10-02-1986 | Lipton International Championships Boca Raton     |                | 750 000 $   | Dur (ext.)      | Pam Shriver Helena Suková            | Chris Evert      | 6-2, 6-3      | Parcours |
| 48 | 10-03-1986 | Virginia Slims of Dallas Dallas                   |                | 250 000 $   | Moquette (int.) | Claudia Kohde-Kilsch Helena Suková   | Hana Mandlíková  | 4-6, 7-5, 6-4 | Parcours |
| 49 | 09-06-1986 | Edgbaston Cup Birmingham                          |                | 125 000 $   | Gazon (ext.)    | Elise Burgin Rosalyn Fairbank        | Elizabeth Smylie | 6-2, 6-4      | Parcours |
| 50 | 23-06-1986 | The Championships Wimbledon                       | G. Chelem      | 1 204 980 $ | Gazon (ext.)    | Martina Navrátilová Pam Shriver      | Hana Mandlíková  | 6-1, 6-3      | Parcours |
| 51 | 25-08-1986 | US Open Flushing Meadows                          | G. Chelem      | 1 400 000 $ | Dur (ext.)      | Martina Navrátilová Pam Shriver      | Hana Mandlíková  | 6-4, 3-6, 6-3 | Parcours |
| 52 | 13-04-1987 | Bausch & Lomb/WTA Championships Amelia Island     |                | 300 000 $   | Terre (ext.)    | Steffi Graf Gabriela Sabatini        | Hana Mandlíková  | 3-6, 6-3, 7-5 | Parcours |
| 53 | 11-01-1988 | Ford Australian Open Melbourne                    | G. Chelem      | 711 450 $   | Dur (ext.)      | Martina Navrátilová Pam Shriver      | Chris Evert      | 6-0, 7-5      | Parcours |
| 54 | 09-01-1989 | New South Wales Open Sydney                       | Tier IV        | 200 000 $   | Dur (ext.)      | Martina Navrátilová Pam Shriver      | Elizabeth Smylie | 6-3, 6-3      | Parcours |
| 55 | 17-07-1989 | Virginia Slims of Newport Newport (RI)            | Tier IV        | 200 000 $   | Gazon (ext.)    | Gigi Fernández Lori McNeil           | Elizabeth Smylie | 6-3, 6-7, 7-5 | Parcours |
| 56 | 15-09-1989 | VS International Doubles Championships Tokyo      |                | 175 000 $   | Moquette (int.) | Gigi Fernández Robin White           | Elizabeth Smylie | 6-2, 6-2      | Parcours |
| 57 | 05-03-1990 | Virginia Slims of Florida Boca Raton              | Tier II        | 350 000 $   | Dur (ext.)      | Jana Novotná Helena Suková           | Elise Burgin     | 6-4, 6-2      | Parcours |

### Titres en double mixte
| No | Date       | Nom et lieu du tournoi      | Catégorie | Dotation  | Surface      | Partenaire    | Finalistes                    | Score         |          |
| -- | ---------- | --------------------------- | --------- | --------- | ------------ | ------------- | ----------------------------- | ------------- | -------- |
| 1  | 28-05-1979 | Roland-Garros Paris         | G. Chelem | 375 000 $ | Terre (ext.) | Bob Hewitt    | Virginia Ruzici Ion Țiriac    | 6-3, 2-6, 6-1 | Parcours |
| 2  | 25-08-1980 | US Open Flushing Meadows    | G. Chelem | 300 000 $ | Dur (ext.)   | Marty Riessen | Betty Stöve Frew McMillan     | 7-6, 6-2      | Parcours |
| 3  | 24-05-1982 | Roland-Garros Paris         | G. Chelem | 367 500 $ | Terre (ext.) | John Lloyd    | Cláudia Monteiro Cássio Motta | 6-2, 7-610    | Parcours |
| 4  | 20-06-1983 | The Championships Wimbledon | G. Chelem | 670 000 $ | Gazon (ext.) | John Lloyd    | Billie Jean King Steve Denton | 6-7, 7-6, 7-5 | Parcours |
| 5  | 25-06-1984 | The Championships Wimbledon | G. Chelem | 680 000 $ | Gazon (ext.) | John Lloyd    | Kathy Jordan Steve Denton     | 6-3, 6-3      | Parcours |

### Finales en double mixte
| No | Date       | Nom et lieu du tournoi        | Catégorie | Dotation  | Surface      | Vainqueures             | Partenaire   | Score         |          |
| -- | ---------- | ----------------------------- | --------- | --------- | ------------ | ----------------------- | ------------ | ------------- | -------- |
| 1  | 25-07-1972 | Dutch Championships Hilversum |           | NC        | Terre (ext.) | Betty Stöve Robert Howe | Colin Dibley | 2-6, 9-7, 6-3 | Parcours |
| 2  | 21-06-1982 | The Championships Wimbledon   | G. Chelem | 350 000 $ | Gazon (ext.) | Anne Smith Kevin Curren | John Lloyd   | 2-6, 6-3, 7-5 | Parcours |

## Parcours en Grand Chelem

### En simple dames
| Année | Open d'Australie (janvier) | Open d'Australie (janvier) | Internationaux de France | Internationaux de France | Wimbledon       | Wimbledon           | US Open         | US Open             | Open d'Australie (décembre) | Open d'Australie (décembre) |
| ----- | -------------------------- | -------------------------- | ------------------------ | ------------------------ | --------------- | ------------------- | --------------- | ------------------- | --------------------------- | --------------------------- |
| 1970  | 2e tour (1/16)             | Wendy Gilchrist            | -                        | -                        | -               | -                   | -               | -                   | s.o.                        | s.o.                        |
| 1972  | 2e tour (1/8)              | Kerry Harris               | -                        | -                        | 1er tour (1/64) | Pat Pretorius       | -               | -                   | s.o.                        | s.o.                        |
| 1973  | 3e tour (1/8)              | Dianne Fromholtz           | 1er tour (1/32)          | Nancy Richey             | 3e tour (1/16)  | Evonne Goolagong    | -               | -                   | s.o.                        | s.o.                        |
| 1974  | 2e tour (1/16)             | Julie Heldman              | -                        | -                        | 2e tour (1/32)  | Tory Ann Fretz      | -               | -                   | s.o.                        | s.o.                        |
| 1975  | 3e tour (1/8)              | Margaret Smith             | -                        | -                        | 1er tour (1/64) | Martina Navrátilová | -               | -                   | s.o.                        | s.o.                        |
| 1976  | 2e tour (1/8)              | Helen Gourlay              | 3e tour (1/8)            | M. Holubova              | 3e tour (1/16)  | Marise Kruger       | 1er tour (1/64) | Virginia Wade       | s.o.                        | s.o.                        |
| 1977  | -                          | -                          | -                        | -                        | 2e tour (1/32)  | Mima Jaušovec       | Finale          | Chris Evert         | -                           | -                           |
| 1978  | s.o.                       | s.o.                       | -                        | -                        | 4e tour (1/8)   | Mima Jaušovec       | 1/2 finale      | Chris Evert         | -                           | -                           |
| 1979  | s.o.                       | s.o.                       | Finale                   | Chris Evert              | 1/4 de finale   | Chris Evert         | 3e tour (1/16)  | Kathy May           | -                           | -                           |
| 1980  | s.o.                       | s.o.                       | 1/4 de finale            | Virginia Ruzici          | 1/4 de finale   | Evonne Goolagong    | 3e tour (1/16)  | Barbara Hallquist   | Finale                      | Hana Mandlíková             |
| 1981  | s.o.                       | s.o.                       | -                        | -                        | 1/4 de finale   | Hana Mandlíková     | 3e tour (1/16)  | Barbara Gerken      | 1/2 finale                  | Chris Evert                 |
| 1982  | s.o.                       | s.o.                       | -                        | -                        | 4e tour (1/8)   | Billie Jean King    | 4e tour (1/8)   | Gretchen Rush       | 1/4 de finale               | Pam Shriver                 |
| 1983  | s.o.                       | s.o.                       | -                        | -                        | 4e tour (1/8)   | Billie Jean King    | 3e tour (1/16)  | Andrea Leand        | 1/4 de finale               | Zina Garrison               |
| 1984  | s.o.                       | s.o.                       | -                        | -                        | 4e tour (1/8)   | Kathy Jordan        | 1/2 finale      | Martina Navrátilová | 1/2 finale                  | Chris Evert                 |
| 1985  | s.o.                       | s.o.                       | -                        | -                        | 3e tour (1/16)  | Pascale Paradis     | 4e tour (1/8)   | C. Kohde-Kilsch     | 3e tour (1/8)               | Hana Mandlíková             |
| 1986  | s.o.                       | s.o.                       | -                        | -                        | 1er tour (1/64) | Jenny Byrne         | 1/4 de finale   | Helena Suková       | s.o.                        | s.o.                        |
| 1987  | 4e tour (1/8)              | Zina Garrison              | -                        | -                        | 2e tour (1/32)  | Sharon Walsh        | 2e tour (1/32)  | Jana Novotná        | s.o.                        | s.o.                        |
| 1988  | -                          | -                          | -                        | -                        | 1er tour (1/64) | Terry Phelps        | 1er tour (1/64) | Anne Minter         | s.o.                        | s.o.                        |
| 1989  | 1er tour (1/64)            | Nathalie Herreman          | -                        | -                        | 2e tour (1/32)  | Judith Wiesner      | -               | -                   | s.o.                        | s.o.                        |

À droite du résultat, l’ultime adversaire.

### En double dames
| Année | Open d'Australie (janvier)  | Open d'Australie (janvier) | Internationaux de France   | Internationaux de France   | Wimbledon                   | Wimbledon                   | US Open                      | US Open                    | Open d'Australie (décembre) | Open d'Australie (décembre) |
| ----- | --------------------------- | -------------------------- | -------------------------- | -------------------------- | --------------------------- | --------------------------- | ---------------------------- | -------------------------- | --------------------------- | --------------------------- |
| 1972  | 1/4 de finale B. Hawcroft   | Helen Gourlay Kerry Harris | -                          | -                          | 2e tour (1/16) P. Coleman   | Sally Hudson Susan Minford  | -                            | -                          | s.o.                        | s.o.                        |
| 1973  | 1/4 de finale P. Coleman    | Kerry Harris K. Melville   | 1er tour (1/16) P. Coleman | Rosie Darmon M. Simionescu | 1er tour (1/32) P. Coleman  | Olga Morozova Virginia Wade | -                            | -                          | s.o.                        | s.o.                        |
| 1974  | 2e tour (1/8) P. Coleman    | J. Schwikert Joy Schwikert | -                          | -                          | -                           | -                           | -                            | -                          | s.o.                        | s.o.                        |
| 1975  | 1/4 de finale Laura duPont  | M. Smith Olga Morozova     | -                          | -                          | 3e tour (1/8) Laura duPont  | Sue Barker Glynis Coles     | 1er tour (1/16) Laura duPont | Patti Hogan Greer Stevens  | s.o.                        | s.o.                        |
| 1976  | 1/2 finale K. Harter        | Lesley Turner R. Tomanová  | 1/4 de finale C. Sieler    | K. Harter H. Masthoff      | 1/4 de finale Laura duPont  | B. J. King Betty Stöve      | 1/4 de finale Laura duPont   | Mona Guerrant Ann Kiyomura | s.o.                        | s.o.                        |
| 1977  | -                           | -                          | -                          | -                          | 1er tour (1/32) C. Sieler   | Navrátilová Betty Stöve     | 3e tour (1/8) C. Sieler      | Kerry Reid Greer Stevens   | -                           | -                           |
| 1978  | s.o.                        | s.o.                       | -                          | -                          | Victoire Kerry Reid         | Mima Jaušovec V. Ruzici     | Finale Kerry Reid            | B. J. King Navrátilová     | -                           | -                           |
| 1979  | s.o.                        | s.o.                       | Victoire Betty Stöve       | F. Dürr Virginia Wade      | Finale Betty Stöve          | B. J. King Navrátilová      | Victoire Betty Stöve         | B. J. King Navrátilová     | -                           | -                           |
| 1980  | s.o.                        | s.o.                       | 1/4 de finale Chris Evert  | H. Mandlíková R. Tomanová  | Finale Rosie Casals         | Kathy Jordan Anne Smith     | 1/4 de finale Rosie Casals   | Andrea Jaeger R. Maršíková | 1/2 finale Rosie Casals     | B. Nagelsen Navrátilová     |
| 1981  | s.o.                        | s.o.                       | -                          | -                          | 2e tour (1/16) Rosie Casals | M. Blackwood Susan Leo      | Finale Rosie Casals          | Kathy Jordan Anne Smith    | 1/2 finale Rosie Casals     | Kathy Jordan Anne Smith     |
| 1982  | s.o.                        | s.o.                       | Finale Rosie Casals        | Navrátilová Anne Smith     | 1/2 finale Rosie Casals     | Kathy Jordan Anne Smith     | Victoire Rosie Casals        | B. Potter Sharon Walsh     | 1/4 de finale Rosie Casals  | Kohde-Kilsch Eva Pfaff      |
| 1983  | s.o.                        | s.o.                       | 1/4 de finale Rosie Casals | I. Madruga C. Tanvier      | Finale Rosie Casals         | Navrátilová Pam Shriver     | 1/4 de finale Rosie Casals   | Mima Jaušovec Kathy Jordan | Finale Anne Hobbs           | Navrátilová Pam Shriver     |
| 1984  | s.o.                        | s.o.                       | -                          | -                          | 2e tour (1/16) Anne Hobbs   | Sandy Collins Pat Medrado   | Finale Anne Hobbs            | Navrátilová Pam Shriver    | 1/2 finale Chris Evert      | Navrátilová Pam Shriver     |
| 1985  | s.o.                        | s.o.                       | -                          | -                          | 1/2 finale H. Mandlíková    | Navrátilová Pam Shriver     | 1/2 finale H. Mandlíková     | Navrátilová Pam Shriver    | 2e tour (1/8) H. Mandlíková | Chris Evert C. Lindqvist    |
| 1986  | s.o.                        | s.o.                       | 1/2 finale H. Mandlíková   | Navrátilová A. Temesvári   | Finale H. Mandlíková        | Navrátilová Pam Shriver     | Finale H. Mandlíková         | Navrátilová Pam Shriver    | s.o.                        | s.o.                        |
| 1987  | 1/4 de finale H. Mandlíková | Zina Garrison Lori McNeil  | -                          | -                          | -                           | -                           | 3e tour (1/8) H. Mandlíková  | Jo Durie Sharon Walsh      | s.o.                        | s.o.                        |
| 1988  | Finale Chris Evert          | Navrátilová Pam Shriver    | -                          | -                          | 1/2 finale Chris Evert      | Steffi Graf G. Sabatini     | 1/4 de finale Chris Evert    | Patty Fendick Hetherington | s.o.                        | s.o.                        |
| 1989  | 1/4 de finale E. Smylie     | Navrátilová Pam Shriver    | -                          | -                          | 3e tour (1/8) E. Smylie     | B. Schultz A. Temesvári     | 2e tour (1/16) E. Smylie     | Nicole Provis Elna Reinach | s.o.                        | s.o.                        |
| 1990  | 3e tour (1/8) J. Thompson   | N. Medvedeva Leila Meskhi  | -                          | -                          | 3e tour (1/8) Anne Smith    | Jana Novotná Helena Suková  | 2e tour (1/16) Jo-Anne Faull | S. Cecchini P. Tarabini    | s.o.                        | s.o.                        |

Sous le résultat, la partenaire ; à droite, l’ultime équipe adverse.

### En double mixte
| Année | Open d'Australie (janvier),   | Open d'Australie (janvier), | Internationaux de France   | Internationaux de France    | Wimbledon                    | Wimbledon                   | US Open                       | US Open                     | Open d'Australie (décembre), | Open d'Australie (décembre), |
| ----- | ----------------------------- | --------------------------- | -------------------------- | --------------------------- | ---------------------------- | --------------------------- | ----------------------------- | --------------------------- | ---------------------------- | ---------------------------- |
| 1972  | s.o.                          | s.o.                        | -                          | -                           | 2e tour (1/32) H. Turnbull   | Sharon Walsh Mike Machette  | -                             | -                           | s.o.                         | s.o.                         |
| 1973  | s.o.                          | s.o.                        | -                          | -                           | 2e tour (1/32) H. Turnbull   | Glynis Coles Richard Lewis  | -                             | -                           | s.o.                         | s.o.                         |
| 1975  | s.o.                          | s.o.                        | -                          | -                           | 1er tour (1/32) Greg Perkins | Pam Whytcross Trevor Little | -                             | -                           | s.o.                         | s.o.                         |
| 1976  | s.o.                          | s.o.                        | 1/4 de finale Colin Dibley | Linky Boshoff C. Dowdeswell | 1er tour (1/32) Chris Lewis  | Mimi Wikstedt Ernie Ewert   | -                             | -                           | s.o.                         | s.o.                         |
| 1977  | s.o.                          | s.o.                        | -                          | -                           | -                            | -                           | 2e tour (1/8) John Marks      | Kristien Shaw Butch Walts   | s.o.                         | s.o.                         |
| 1978  | s.o.                          | s.o.                        | -                          | -                           | 3e tour (1/8) Marty Riessen  | Debbie Jevans A. Jarrett    | 1/2 finale Bob Hewitt         | Betty Stöve Frew McMillan   | s.o.                         | s.o.                         |
| 1979  | s.o.                          | s.o.                        | Victoire Bob Hewitt        | V. Ruzici Ion Țiriac        | 1/4 de finale Marty Riessen  | B. Nagelsen Kim Warwick     | -                             | -                           | s.o.                         | s.o.                         |
| 1980  | s.o.                          | s.o.                        | -                          | -                           | 1/2 finale Ross Case         | D. Fromholtz M. Edmondson   | Victoire Marty Riessen        | Betty Stöve Frew McMillan   | s.o.                         | s.o.                         |
| 1981  | s.o.                          | s.o.                        | -                          | -                           | 3e tour (1/8) Marty Riessen  | Bettina Bunge Tony Roche    | 1er tour (1/16) Marty Riessen | Wendy White Mike Bauer      | s.o.                         | s.o.                         |
| 1982  | s.o.                          | s.o.                        | Victoire John Lloyd        | C. Monteiro Cássio Motta    | Finale John Lloyd            | Anne Smith Kevin Curren     | -                             | -                           | s.o.                         | s.o.                         |
| 1983  | s.o.                          | s.o.                        | 1/2 finale John Lloyd      | B. Jordan E. Teltscher      | Victoire John Lloyd          | B. J. King Steve Denton     | 1/2 finale John Lloyd         | B. Potter Ferdi Taygan      | s.o.                         | s.o.                         |
| 1984  | s.o.                          | s.o.                        | -                          | -                           | Victoire John Lloyd          | Kathy Jordan Steve Denton   | 3e tour (1/8) John Lloyd      | Elise Burgin Scott Davis    | s.o.                         | s.o.                         |
| 1985  | s.o.                          | s.o.                        | -                          | -                           | 1/4 de finale John Lloyd     | Kathy Jordan M. Edmondson   | 1/2 finale John Lloyd         | E. Smylie J. Fitzgerald     | s.o.                         | s.o.                         |
| 1986  | s.o.                          | s.o.                        | -                          | -                           | 1/4 de finale John Lloyd     | Kathy Jordan Ken Flach      | 1er tour (1/16) John Lloyd    | Virginia Wade C. Dowdeswell | s.o.                         | s.o.                         |
| 1987  | 2e tour (1/8) Kim Warwick     | C. Jolissaint D. Utzinger   | -                          | -                           | 1er tour (1/32) John Lloyd   | R. Reggi Sergio Casal       | 1er tour (1/16) John Lloyd    | Elise Burgin B. Willenborg  | s.o.                         | s.o.                         |
| 1988  | 1er tour (1/16) Peter Doohan  | Navrátilová Tim Gullikson   | -                          | -                           | 1er tour (1/32) John Lloyd   | C. Lindqvist Stephen Shaw   | 1er tour (1/16) John Lloyd    | Anne Smith Kim Warwick      | s.o.                         | s.o.                         |
| 1989  | 1er tour (1/16) John Lloyd    | Hetherington Grant Connell  | -                          | -                           | 2e tour (1/16) John Lloyd    | B. Nagelsen Rick Leach      | 1er tour (1/16) John Lloyd    | Robin White Shelby Cannon   | s.o.                         | s.o.                         |
| 1990  | 1er tour (1/16) Darren Cahill | MJ Fernández David Wheaton  | -                          | -                           | -                            | -                           | -                             | -                           | s.o.                         | s.o.                         |

Sous le résultat, le partenaire ; à droite, l’ultime équipe adverse.

## Parcours aux Masters

### En simple dames
| #  | Date       | Nom de l'édition                            | ($)     | Surface         | Résultat               | Ultime adversaire    | Score         |          |
| -- | ---------- | ------------------------------------------- | ------- | --------------- | ---------------------- | -------------------- | ------------- | -------- |
| 1  | 01/11/1977 | Colgate Series Championships Palm Springs   | 250 000 | Dur (ext.)      | Round Robin (défaite)  | Billie Jean King     | 6-3, 6-2      | Parcours |
| 1  | 01/11/1977 | Colgate Series Championships Palm Springs   | 250 000 | Dur (ext.)      | Round Robin (défaite)  | Kerry Reid           | 6-4, 6-2      | Parcours |
| 2  | 27/03/1978 | Virginia Slims Championships Oakland        | 150 000 | Moquette (int.) | Round Robin (victoire) | Kerry Reid           | 7-6, 6-1      | Parcours |
| 2  | 27/03/1978 | Virginia Slims Championships Oakland        | 150 000 | Moquette (int.) | Round Robin (défaite)  | Martina Navrátilová  | 6-2, 6-1      | Parcours |
| 2  | 27/03/1978 | Virginia Slims Championships Oakland        | 150 000 | Moquette (int.) | Round Robin (victoire) | Betty Stöve          | 6-4, 6-3      | Parcours |
| 3  | 14/11/1978 | Colgate Series Championships Palm Springs   | 250 000 | Dur (ext.)      | Round Robin (défaite)  | Virginia Wade        | 3-6, 7-5, 6-3 | Parcours |
| 3  | 14/11/1978 | Colgate Series Championships Palm Springs   | 250 000 | Dur (ext.)      | Round Robin (défaite)  | Betty Stöve          | 3-6, 7-5, 7-5 | Parcours |
| 4  | 19/03/1979 | Avon Circuit Championships New York         | 275 000 | Moquette (int.) | Round Robin (défaite)  | Tracy Austin         | 5-7, 6-1, 6-3 | Parcours |
| 4  | 19/03/1979 | Avon Circuit Championships New York         | 275 000 | Moquette (int.) | Round Robin (défaite)  | Sue Barker           | 6-4, 6-2      | Parcours |
| 5  | 02/01/1980 | Colgate Series Championships Washington     | 250 000 | Moquette (int.) | 1/2 finale             | Martina Navrátilová  | 6-2, 6-0      | Parcours |
| 6  | 17/03/1980 | Avon Circuit Championships New York         | 300 000 | Moquette (int.) | 1/4 de finale          | Billie Jean King     | 6-2, 6-2      | Parcours |
| 7  | 07/01/1981 | Colgate Series Championships Washington     | 250 000 | Moquette (int.) | 1/2 finale             | Tracy Austin         | 6-2, 6-1      | Parcours |
| 8  | 22/03/1982 | Avon Circuit Championships New York         | 300 000 | Moquette (int.) | 1/2 finale             | Sylvia Hanika        | 6-1, 2-6, 7-6 | Parcours |
| 9  | 13/12/1982 | Toyota Series Championships East Rutherford | 300 000 | Dur (int.)      | 1/4 de finale          | Martina Navrátilová  | 6-2, 6-1      | Parcours |
| 10 | 21/03/1983 | Virginia Slims Championships New York       | 350 000 | Moquette (int.) | 1er tour (1/8)         | Barbara Potter       | 6-3, 6-3      | Parcours |
| 11 | 27/02/1984 | Virginia Slims Championships New York       | 500 000 | Moquette (int.) | 1er tour (1/8)         | Pam Shriver          | 6-4, 6-4      | Parcours |
| 12 | 18/03/1985 | Virginia Slims Championships New York       | 500 000 | Moquette (int.) | 1er tour (1/8)         | Catarina Lindqvist   | 3-6, 6-2, 6-2 | Parcours |
| 13 | 17/03/1986 | Virginia Slims Championships New York       | 500 000 | Moquette (int.) | 1er tour (1/8)         | Claudia Kohde-Kilsch | 7-6, 6-2      | Parcours |

### En double dames
| #  | Date       | Nom de l'édition                            | ($)       | Surface         | Résultat      | Partenaire       | Ultimes adversaires                  | Score         |          |
| -- | ---------- | ------------------------------------------- | --------- | --------------- | ------------- | ---------------- | ------------------------------------ | ------------- | -------- |
| 1  | 03/04/1978 | Bridgestone Doubles Salt Lake City          | 100 000   | Moquette (int.) | 1/2 finale    | Kerry Reid       | Françoise Dürr Virginia Wade         | 3-6, 6-0, 6-3 | Parcours |
| 2  | 14/11/1978 | Colgate Series Championships Palm Springs   | 250 000   | Dur (ext.)      | Finale        | Kerry Reid       | Billie Jean King Martina Navrátilová | 6-2, 6-2      | Parcours |
| 3  | 02/01/1980 | Colgate Series Championships Washington     | 250 000   | Moquette (int.) | 1/2 finale    | Betty Stöve      | Rosie Casals Chris Evert             | 6-2, 6-2      | Parcours |
| 4  | 17/03/1980 | Avon Circuit Championships New York         | 300 000   | Moquette (int.) | Finale        | Rosie Casals     | Billie Jean King Martina Navrátilová | 6-3, 4-6, 6-3 | Parcours |
| 5  | 07/01/1981 | Colgate Series Championships Washington     | 250 000   | Moquette (int.) | Victoire      | Rosie Casals     | Paula Smith Candy Reynolds           | 6-3, 4-6, 7-6 | Parcours |
| 6  | 23/03/1981 | Avon Circuit Championships New York         | 300 000   | Moquette (int.) | 1/2 finale    | Rosie Casals     | Barbara Potter Sharon Walsh          | 7-6, 4-6, 6-3 | Parcours |
| 7  | 14/12/1981 | Toyota Series Championships East Rutherford | 250 000   | Dur (int.)      | Finale        | Rosie Casals     | Martina Navrátilová Pam Shriver      | 6-3, 6-4      | Parcours |
| 8  | 22/03/1982 | Avon Circuit Championships New York         | 300 000   | Moquette (int.) | 1/2 finale    | Rosie Casals     | Kathy Jordan Anne Smith              | 3-6, 7-6, 6-4 | Parcours |
| 9  | 13/12/1982 | Toyota Series Championships East Rutherford | 300 000   | Dur (int.)      | 1/2 finale    | Rosie Casals     | Candy Reynolds Paula Smith           | 6-4, 4-6, 7-6 | Parcours |
| 10 | 21/03/1983 | Virginia Slims Championships New York       | 350 000   | Moquette (int.) | 1/4 de finale | Rosie Casals     | Billie Jean King Candy Reynolds      | 7-6, 6-2      | Parcours |
| 11 | 27/02/1984 | Virginia Slims Championships New York       | 500 000   | Moquette (int.) | 1/4 de finale | Rosie Casals     | Billie Jean King Sharon Walsh        | 7-6, 4-6, 6-3 | Parcours |
| 12 | 17/03/1986 | Virginia Slims Championships New York       | 500 000   | Moquette (int.) | Victoire      | Hana Mandlíková  | Claudia Kohde-Kilsch Helena Suková   | 6-4, 6-7, 6-3 | Parcours |
| 13 | 17/11/1986 | Virginia Slims Championships New York       | 500 000   | Moquette (int.) | 1/2 finale    | Hana Mandlíková  | Martina Navrátilová Pam Shriver      | 1-6, 6-1, 6-1 | Parcours |
| 14 | 13/11/1989 | Virginia Slims Championships New York       | 1 000 000 | Moquette (int.) | 1/2 finale    | Elizabeth Smylie | Martina Navrátilová Pam Shriver      | 6-1, 6-1      | Parcours |

## Parcours aux Jeux olympiques

### En simple dames
| # | Date       | Nom de l'olympiade         | Surface    | Résultat       | Ultime adversaire   | Score    |          |
| - | ---------- | -------------------------- | ---------- | -------------- | ------------------- | -------- | -------- |
| 1 | 20/09/1988 | Olympic Tennis Event Séoul | Dur (ext.) | 2e tour (1/16) | Tine Scheuer-Larsen | 6-4, 6-3 | Parcours |

### En double dames
| # | Date       | Nom de l'olympiade         | Surface    | Résultat | Partenaire       | Ultimes adversaires              | Score   |          |
| - | ---------- | -------------------------- | ---------- | -------- | ---------------- | -------------------------------- | ------- | -------- |
| 1 | 20/09/1988 | Olympic Tennis Event Séoul | Dur (ext.) | Bronze   | Elizabeth Smylie | Steffi Graf Claudia Kohde-Kilsch | Partage | Parcours |

## Parcours en Coupe de la Fédération
| #                                                                                | Date       | Lieu        | Surface                      | Gagnante(s)                      | Perdante(s)                        | Score          |          |
|                                                                                  |            |             |                              |                                  |                                    |                |          |
| 1977 - 1er tour (groupe mondial) - Indonésie - Australie - 0 : 3                 |            |             |                              |                                  |                                    |                |          |
| 1                                                                                | 13/06/1977 | Eastbourne  | Herbe (ext.)                 | Kerry Reid Wendy Turnbull        | Elfia Nizarwan S. Sutarniati       | 6-1, 6-1       | Parcours |
|                                                                                  |            |             |                              |                                  |                                    |                |          |
| 1977 - 2e tour (groupe mondial) - Brésil - Australie - 0 : 3                     |            |             |                              |                                  |                                    |                |          |
| 2                                                                                | 13/06/1977 | Eastbourne  | Herbe (ext.)                 | Kerry Reid Wendy Turnbull        | Vera-Lucia Giugni Pat Medrado      | 6-2, 6-1       | Parcours |
|                                                                                  |            |             |                              |                                  |                                    |                |          |
| 1977 - 1/4 de finale (groupe mondial) - Allemagne de l'Ouest - Australie - 1 : 2 |            |             |                              |                                  |                                    |                |          |
| 3                                                                                | 13/06/1977 | Eastbourne  | Herbe (ext.)                 | Kerry Reid Wendy Turnbull        | Katja Ebbinghaus Helga Masthoff    | 2-6, 6-3, 6-3  | Parcours |
|                                                                                  |            |             |                              |                                  |                                    |                |          |
| 1977 - 1/2 finale (groupe mondial) - Grande-Bretagne - Australie - 1 : 2         |            |             |                              |                                  |                                    |                |          |
| 4                                                                                | 13/06/1977 | Eastbourne  | Herbe (ext.)                 | Sue Barker Virginia Wade         | Kerry Reid Wendy Turnbull          | 6-1, 6-4       | Parcours |
|                                                                                  |            |             |                              |                                  |                                    |                |          |
| 1977 - Finale (groupe mondial) - États-Unis - Australie - 2 : 1                  |            |             |                              |                                  |                                    |                |          |
| 5                                                                                | 13/06/1977 | Eastbourne  | Herbe (ext.)                 | Kerry Reid Wendy Turnbull        | Rosie Casals Chris Evert           | 6-3, 6-3       | Parcours |
|                                                                                  |            |             |                              |                                  |                                    |                |          |
| 1978 - 1er tour (groupe mondial) - Australie - Belgique - 3 : 0                  |            |             |                              |                                  |                                    |                |          |
| 6                                                                                | 27/11/1978 | Melbourne   |                              | Wendy Turnbull                   | Michèle Gurdal                     | 6-1, 6-1       | Parcours |
| 6                                                                                | 27/11/1978 | Melbourne   | Kerry Reid Wendy Turnbull    | Michèle Gurdal Monique Van Haver | 6-2, 8-6                           |                | Parcours |
|                                                                                  |            |             |                              |                                  |                                    |                |          |
| 1978 - 2e tour (groupe mondial) - Australie - Japon - 3 : 0                      |            |             |                              |                                  |                                    |                |          |
| 7                                                                                | 27/11/1978 | Melbourne   |                              | Kerry Reid Wendy Turnbull        | Kiyoko Nomura Naoko Sato           | 6-2, 6-4       | Parcours |
|                                                                                  |            |             |                              |                                  |                                    |                |          |
| 1978 - 1/4 de finale (groupe mondial) - Australie - Pays-Bas - 3 : 0             |            |             |                              |                                  |                                    |                |          |
| 8                                                                                | 27/11/1978 | Melbourne   |                              | Wendy Turnbull                   | Betty Stöve                        | 6-2, 6-3       | Parcours |
| 8                                                                                | 27/11/1978 | Melbourne   | Kerry Reid Wendy Turnbull    | Betty Stöve Tine Zwaan           | 6-2, 6-4                           |                | Parcours |
|                                                                                  |            |             |                              |                                  |                                    |                |          |
| 1978 - 1/2 finale (groupe mondial) - Australie - URSS - 2 : 1                    |            |             |                              |                                  |                                    |                |          |
| 9                                                                                | 27/11/1978 | Melbourne   |                              | Olga Morozova                    | Wendy Turnbull                     | 6-1, 8-6       | Parcours |
| 9                                                                                | 27/11/1978 | Melbourne   | Kerry Reid Wendy Turnbull    | Natasha Chmyreva Olga Morozova   | 6-4, 6-2                           |                | Parcours |
|                                                                                  |            |             |                              |                                  |                                    |                |          |
| 1978 - Finale (groupe mondial) - Australie - États-Unis - 1 : 2                  |            |             |                              |                                  |                                    |                |          |
| 10                                                                               | 27/11/1978 | Melbourne   |                              | Chris Evert                      | Wendy Turnbull                     | 3-6, 6-1, 6-1  | Parcours |
| 10                                                                               | 27/11/1978 | Melbourne   | Chris Evert Billie Jean King | Kerry Reid Wendy Turnbull        | 4-6, 6-1, 6-4                      |                | Parcours |
|                                                                                  |            |             |                              |                                  |                                    |                |          |
| 1979 - 1er tour (groupe mondial) - Canada - Australie - 0 : 3                    |            |             |                              |                                  |                                    |                |          |
| 11                                                                               | 30/04/1979 | Madrid      | Terre (ext.)                 | Wendy Turnbull                   | Nina Bland                         | 6-4, 6-1       | Parcours |
| 11                                                                               | 30/04/1979 | Madrid      | Terre (ext.)                 | Kerry Reid Wendy Turnbull        | Marjorie Blackwood Lisette Senn    | 8-6, 6-1       | Parcours |
|                                                                                  |            |             |                              |                                  |                                    |                |          |
| 1979 - 2e tour (groupe mondial) - Yougoslavie - Australie - 0 : 3                |            |             |                              |                                  |                                    |                |          |
| 12                                                                               | 30/04/1979 | Madrid      | Terre (ext.)                 | Kerry Reid Wendy Turnbull        | Lea Degen Mima Jaušovec            | 6-3, 6-3       | Parcours |
|                                                                                  |            |             |                              |                                  |                                    |                |          |
| 1979 - 1/4 de finale (groupe mondial) - Pays-Bas - Australie - 1 : 2             |            |             |                              |                                  |                                    |                |          |
| 13                                                                               | 30/04/1979 | Madrid      | Terre (ext.)                 | Wendy Turnbull                   | Elly Appel                         | 6-2, 6-3       | Parcours |
| 13                                                                               | 30/04/1979 | Madrid      | Terre (ext.)                 | Marcella Mesker Betty Stöve      | Kerry Reid Wendy Turnbull          | 6-4, 9-7       | Parcours |
|                                                                                  |            |             |                              |                                  |                                    |                |          |
| 1979 - 1/2 finale (groupe mondial) - Tchécoslovaquie - Australie - 0 : 3         |            |             |                              |                                  |                                    |                |          |
| 14                                                                               | 30/04/1979 | Madrid      | Terre (ext.)                 | Kerry Reid Wendy Turnbull        | Regina Maršíková Renáta Tomanová   | 6-2, 6-1       | Parcours |
|                                                                                  |            |             |                              |                                  |                                    |                |          |
| 1979 - Finale (groupe mondial) - États-Unis - Australie - 3 : 0                  |            |             |                              |                                  |                                    |                |          |
| 15                                                                               | 30/04/1979 | Madrid      | Terre (ext.)                 | Rosie Casals Billie Jean King    | Kerry Reid Wendy Turnbull          | 3-6, 6-3, 8-6  | Parcours |
|                                                                                  |            |             |                              |                                  |                                    |                |          |
| 1980 - 1er tour (groupe mondial) - Norvège - Australie - 0 : 3                   |            |             |                              |                                  |                                    |                |          |
| 16                                                                               | 19/05/1980 | Berlin      | Terre (ext.)                 | Wendy Turnbull                   | Ellen Grindvold                    | 6-3, 6-2       | Parcours |
| 16                                                                               | 19/05/1980 | Berlin      | Terre (ext.)                 | Dianne Fromholtz Wendy Turnbull  | Ellen Grindvold Astrid Sunde       | 6-1, 6-2       | Parcours |
|                                                                                  |            |             |                              |                                  |                                    |                |          |
| 1980 - 2e tour (groupe mondial) - Indonésie - Australie - 0 : 3                  |            |             |                              |                                  |                                    |                |          |
| 17                                                                               | 19/05/1980 | Berlin      | Terre (ext.)                 | Wendy Turnbull                   | Lita Sugiarto                      | 6-4, 4-6, 6-4  | Parcours |
|                                                                                  |            |             |                              |                                  |                                    |                |          |
| 1980 - 1/4 de finale (groupe mondial) - Suède - Australie - 1 : 2                |            |             |                              |                                  |                                    |                |          |
| 18                                                                               | 19/05/1980 | Berlin      | Terre (ext.)                 | Wendy Turnbull                   | Nina Bohm                          | 6-1, 6-3       | Parcours |
| 18                                                                               | 19/05/1980 | Berlin      | Terre (ext.)                 | Dianne Fromholtz Wendy Turnbull  | Helen Anliot Nina Bohm             | 6-3, 6-2       | Parcours |
|                                                                                  |            |             |                              |                                  |                                    |                |          |
| 1980 - 1/2 finale (groupe mondial) - Allemagne de l'Ouest - Australie - 1 : 2    |            |             |                              |                                  |                                    |                |          |
| 19                                                                               | 19/05/1980 | Berlin      | Terre (ext.)                 | Wendy Turnbull                   | Sylvia Hanika                      | 3-6, 6-4, 7-5  | Parcours |
| 19                                                                               | 19/05/1980 | Berlin      | Terre (ext.)                 | Dianne Fromholtz Wendy Turnbull  | Bettina Bunge Sylvia Hanika        | 6-4, 6-2       | Parcours |
|                                                                                  |            |             |                              |                                  |                                    |                |          |
| 1980 - Finale (groupe mondial) - États-Unis - Australie - 3 : 0                  |            |             |                              |                                  |                                    |                |          |
| 20                                                                               | 19/05/1980 | Berlin      | Terre (ext.)                 | Tracy Austin                     | Wendy Turnbull                     | 6-3, 6-2       | Parcours |
|                                                                                  |            |             |                              |                                  |                                    |                |          |
| 1981 - 2e tour (groupe mondial) - Chine - Australie - 0 : 3                      |            |             |                              |                                  |                                    |                |          |
| 21                                                                               | 09/11/1981 | Tokyo       | Terre (ext.)                 | Wendy Turnbull                   | Wang Ping Sr.                      | 7-5, 6-4       | Parcours |
| 21                                                                               | 09/11/1981 | Tokyo       | Terre (ext.)                 | Susan Leo Wendy Turnbull         | Li Xin-Yi Hu Na                    | 6-2, 6-1       | Parcours |
|                                                                                  |            |             |                              |                                  |                                    |                |          |
| 1981 - 1/4 de finale (groupe mondial) - Pays-Bas - Australie - 0 : 3             |            |             |                              |                                  |                                    |                |          |
| 22                                                                               | 09/11/1981 | Tokyo       | Terre (ext.)                 | Wendy Turnbull                   | Marcella Mesker                    | 7-6, 7-6       | Parcours |
| 22                                                                               | 09/11/1981 | Tokyo       | Terre (ext.)                 | Susan Leo Wendy Turnbull         | Marcella Mesker Van der Torre      | 6-4, 6-3       | Parcours |
|                                                                                  |            |             |                              |                                  |                                    |                |          |
| 1981 - 1/2 finale (groupe mondial) - Australie - Grande-Bretagne - 1 : 2         |            |             |                              |                                  |                                    |                |          |
| 23                                                                               | 09/11/1981 | Tokyo       | Terre (ext.)                 | Sue Barker                       | Wendy Turnbull                     | 7-6, 3-6, 6-2  | Parcours |
| 23                                                                               | 09/11/1981 | Tokyo       | Terre (ext.)                 | Sue Barker Virginia Wade         | Susan Leo Wendy Turnbull           | 7-6, 6-3       | Parcours |
|                                                                                  |            |             |                              |                                  |                                    |                |          |
| 1982 - 1er tour (groupe mondial) - Corée du Sud - Australie - 0 : 3              |            |             |                              |                                  |                                    |                |          |
| 24                                                                               | 19/07/1982 | Santa Clara | Dur (ext.)                   | Susan Leo Wendy Turnbull         | Kim Soo-ok Shin Soon-ho            | 6-3, 6-3       | Parcours |
|                                                                                  |            |             |                              |                                  |                                    |                |          |
| 1982 - 2e tour (groupe mondial) - Pays-Bas - Australie - 0 : 3                   |            |             |                              |                                  |                                    |                |          |
| 25                                                                               | 19/07/1982 | Santa Clara | Dur (ext.)                   | Susan Leo Wendy Turnbull         | Marcella Mesker Betty Stöve        | 6-4, 6-3       | Parcours |
|                                                                                  |            |             |                              |                                  |                                    |                |          |
| 1982 - 1/4 de finale (groupe mondial) - URSS - Australie - 0 : 3                 |            |             |                              |                                  |                                    |                |          |
| 26                                                                               | 19/07/1982 | Santa Clara | Dur (ext.)                   | Wendy Turnbull                   | Ludmila Makarova                   | 6-2, 6-2       | Parcours |
|                                                                                  |            |             |                              |                                  |                                    |                |          |
| 1982 - 1/2 finale (groupe mondial) - Allemagne de l'Ouest - Australie - 3 : 0    |            |             |                              |                                  |                                    |                |          |
| 27                                                                               | 19/07/1982 | Santa Clara | Dur (ext.)                   | Bettina Bunge Eva Pfaff          | Susan Leo Wendy Turnbull           | 6-4, 0-6, 6-4  | Parcours |
|                                                                                  |            |             |                              |                                  |                                    |                |          |
| 1983 - 1er tour (groupe mondial) - URSS - Australie - 0 : 3                      |            |             |                              |                                  |                                    |                |          |
| 28                                                                               | 18/07/1983 | Zurich      | Terre (ext.)                 | Wendy Turnbull                   | Olga Zaitseva                      | 6-4, 4-6, 6-2  | Parcours |
|                                                                                  |            |             |                              |                                  |                                    |                |          |
| 1983 - 2e tour (groupe mondial) - Mexique - Australie - 0 : 3                    |            |             |                              |                                  |                                    |                |          |
| 29                                                                               | 18/07/1983 | Zurich      | Terre (ext.)                 | Wendy Turnbull                   | Heliane Steden                     | 6-7, 6-4, 7-5  | Parcours |
|                                                                                  |            |             |                              |                                  |                                    |                |          |
| 1983 - 1/4 de finale (groupe mondial) - Suisse - Australie - 2 : 1               |            |             |                              |                                  |                                    |                |          |
| 30                                                                               | 18/07/1983 | Zurich      | Terre (ext.)                 | C. Jolissaint                    | Wendy Turnbull                     | 6-4, 6-7, 6-1  | Parcours |
|                                                                                  |            |             |                              |                                  |                                    |                |          |
| 1984 - 1/4 de finale (groupe mondial) - Allemagne de l'Ouest - Australie - 1 : 2 |            |             |                              |                                  |                                    |                |          |
| 31                                                                               | 16/07/1984 | São Paulo   | Terre (ext.)                 | Elizabeth Sayers Wendy Turnbull  | Sylvia Hanika Petra Keppeler       | 6-1, 6-1       | Parcours |
|                                                                                  |            |             |                              |                                  |                                    |                |          |
| 1984 - 1/2 finale (groupe mondial) - États-Unis - Australie - 1 : 2              |            |             |                              |                                  |                                    |                |          |
| 32                                                                               | 16/07/1984 | São Paulo   | Terre (ext.)                 | Kathy Jordan                     | Wendy Turnbull                     | 6-3, 7-6       | Parcours |
| 32                                                                               | 16/07/1984 | São Paulo   | Terre (ext.)                 | Elizabeth Sayers Wendy Turnbull  | Kathy Jordan Anne Smith            | 7-6, 6-4       | Parcours |
|                                                                                  |            |             |                              |                                  |                                    |                |          |
| 1984 - Finale (groupe mondial) - Australie - Tchécoslovaquie - 1 : 2             |            |             |                              |                                  |                                    |                |          |
| 33                                                                               | 15/07/1984 | São Paulo   | Terre (ext.)                 | Hana Mandlíková Helena Suková    | Elizabeth Sayers Wendy Turnbull    | 6-2, 6-2       | Parcours |
|                                                                                  |            |             |                              |                                  |                                    |                |          |
| 1985 - 1er tour (groupe mondial) - Danemark - Australie - 0 : 3                  |            |             |                              |                                  |                                    |                |          |
| 34                                                                               | 08/10/1985 | Nagoya      | Dur (ext.)                   | Wendy Turnbull                   | Tine Scheuer-Larsen                | 6-2, 7-66      | Parcours |
| 34                                                                               | 08/10/1985 | Nagoya      | Dur (ext.)                   | Elizabeth Smylie Wendy Turnbull  | Anne Moller Tine Scheuer-Larsen    | 6-3, 6-3       | Parcours |
|                                                                                  |            |             |                              |                                  |                                    |                |          |
| 1985 - 2e tour (groupe mondial) - Espagne - Australie - 0 : 3                    |            |             |                              |                                  |                                    |                |          |
| 35                                                                               | 08/10/1985 | Nagoya      | Dur (ext.)                   | Wendy Turnbull                   | Ana Almansa                        | 6-1, 6-1       | Parcours |
|                                                                                  |            |             |                              |                                  |                                    |                |          |
| 1985 - 1/4 de finale (groupe mondial) - Italie - Australie - 0 : 3               |            |             |                              |                                  |                                    |                |          |
| 36                                                                               | 08/10/1985 | Nagoya      | Dur (ext.)                   | Wendy Turnbull                   | Raffaella Reggi                    | 6-2, 6-1       | Parcours |
| 36                                                                               | 08/10/1985 | Nagoya      | Dur (ext.)                   | Jenny Byrne Wendy Turnbull       | Laura Garrone Raffaella Reggi      | 6-1, 6-3       | Parcours |
|                                                                                  |            |             |                              |                                  |                                    |                |          |
| 1985 - 1/2 finale (groupe mondial) - Australie - États-Unis - 1 : 2              |            |             |                              |                                  |                                    |                |          |
| 37                                                                               | 08/10/1985 | Nagoya      | Dur (ext.)                   | Wendy Turnbull                   | Kathy Jordan                       | 6-4, 6-77, 7-5 | Parcours |
| 37                                                                               | 08/10/1985 | Nagoya      | Dur (ext.)                   | Elise Burgin Kathy Jordan        | Elizabeth Smylie Wendy Turnbull    | 0-6, 6-1, 6-4  | Parcours |
|                                                                                  |            |             |                              |                                  |                                    |                |          |
| 1986 - 1er tour (groupe mondial) - Hongrie - Australie - 1 : 2                   |            |             |                              |                                  |                                    |                |          |
| 38                                                                               | 22/07/1986 | Prague      | Terre (ext.)                 | Andrea Temesvári                 | Wendy Turnbull                     | 6-1, 6-1       | Parcours |
| 38                                                                               | 22/07/1986 | Prague      | Terre (ext.)                 | Elizabeth Smylie Wendy Turnbull  | Csilla Bartos Andrea Temesvári     | 5-7, 6-4, 6-0  | Parcours |
|                                                                                  |            |             |                              |                                  |                                    |                |          |
| 1986 - 2e tour (groupe mondial) - Danemark - Australie - 1 : 2                   |            |             |                              |                                  |                                    |                |          |
| 39                                                                               | 22/07/1986 | Prague      | Terre (ext.)                 | Elizabeth Smylie Wendy Turnbull  | Anne Moller Tine Scheuer-Larsen    | 6-2, 5-7, 6-1  | Parcours |
|                                                                                  |            |             |                              |                                  |                                    |                |          |
| 1986 - 1/4 de finale (groupe mondial) - Tchécoslovaquie - Australie - 3 : 0      |            |             |                              |                                  |                                    |                |          |
| 40                                                                               | 22/07/1986 | Prague      | Terre (ext.)                 | Hana Mandlíková                  | Wendy Turnbull                     | 6-1, 3-6, 6-1  | Parcours |
|                                                                                  |            |             |                              |                                  |                                    |                |          |
| 1987 - 1er tour (groupe mondial) - Danemark - Australie - 0 : 3                  |            |             |                              |                                  |                                    |                |          |
| 41                                                                               | 28/07/1987 | Vancouver   |                              | Jenny Byrne Wendy Turnbull       | Tine Scheuer-Larsen Lone Vandborg  | 6-4, 2-6, 6-2  | Parcours |
|                                                                                  |            |             |                              |                                  |                                    |                |          |
| 1987 - 2e tour (groupe mondial) - Espagne - Australie - 1 : 2                    |            |             |                              |                                  |                                    |                |          |
| 42                                                                               | 28/07/1987 | Vancouver   |                              | Elizabeth Smylie Wendy Turnbull  | María José Llorca Arantxa Sánchez  | 6-1, 6-2       | Parcours |
|                                                                                  |            |             |                              |                                  |                                    |                |          |
| 1988 - 1er tour (groupe mondial) - Australie - Israël - 3 : 0                    |            |             |                              |                                  |                                    |                |          |
| 43                                                                               | 05/12/1988 | Melbourne   |                              | Elizabeth Smylie Wendy Turnbull  | Ilana Berger Hagit Ohayon          | 6-2, 6-1       | Parcours |
|                                                                                  |            |             |                              |                                  |                                    |                |          |
| 1988 - 2e tour (groupe mondial) - Australie - Italie - 3 : 0                     |            |             |                              |                                  |                                    |                |          |
| 44                                                                               | 05/12/1988 | Melbourne   |                              | Elizabeth Smylie Wendy Turnbull  | Cathy Caverzasio Laura Garrone     | 6-4, 6-2       | Parcours |
|                                                                                  |            |             |                              |                                  |                                    |                |          |
| 1988 - 1/4 de finale (groupe mondial) - Australie - Allemagne de l'Ouest - 1 : 2 |            |             |                              |                                  |                                    |                |          |
| 45                                                                               | 05/12/1988 | Melbourne   |                              | Elizabeth Smylie Wendy Turnbull  | Sylvia Hanika Claudia Kohde-Kilsch | 2-6, 6-0, 6-2  | Parcours |

## Classements WTA en fin de saison

### En simple
| Année | 1975 | 1976 | 1977 | 1978 | 1979 | 1980 | 1981 | 1982 | 1983 | 1984 | 1985 | 1986 | 1987 | 1988 | 1989 |
| Rang  | 72   | 30   | 9    | 7    | 7    | 8    | 8    | 5    | 7    | 5    | 14   | 18   | 23   | 135  | 264  |

Source : (en) « Classements de Wendy Turnbull », sur le site officiel du WTA Tour